# San Giovanni Crisostomo (Rom)

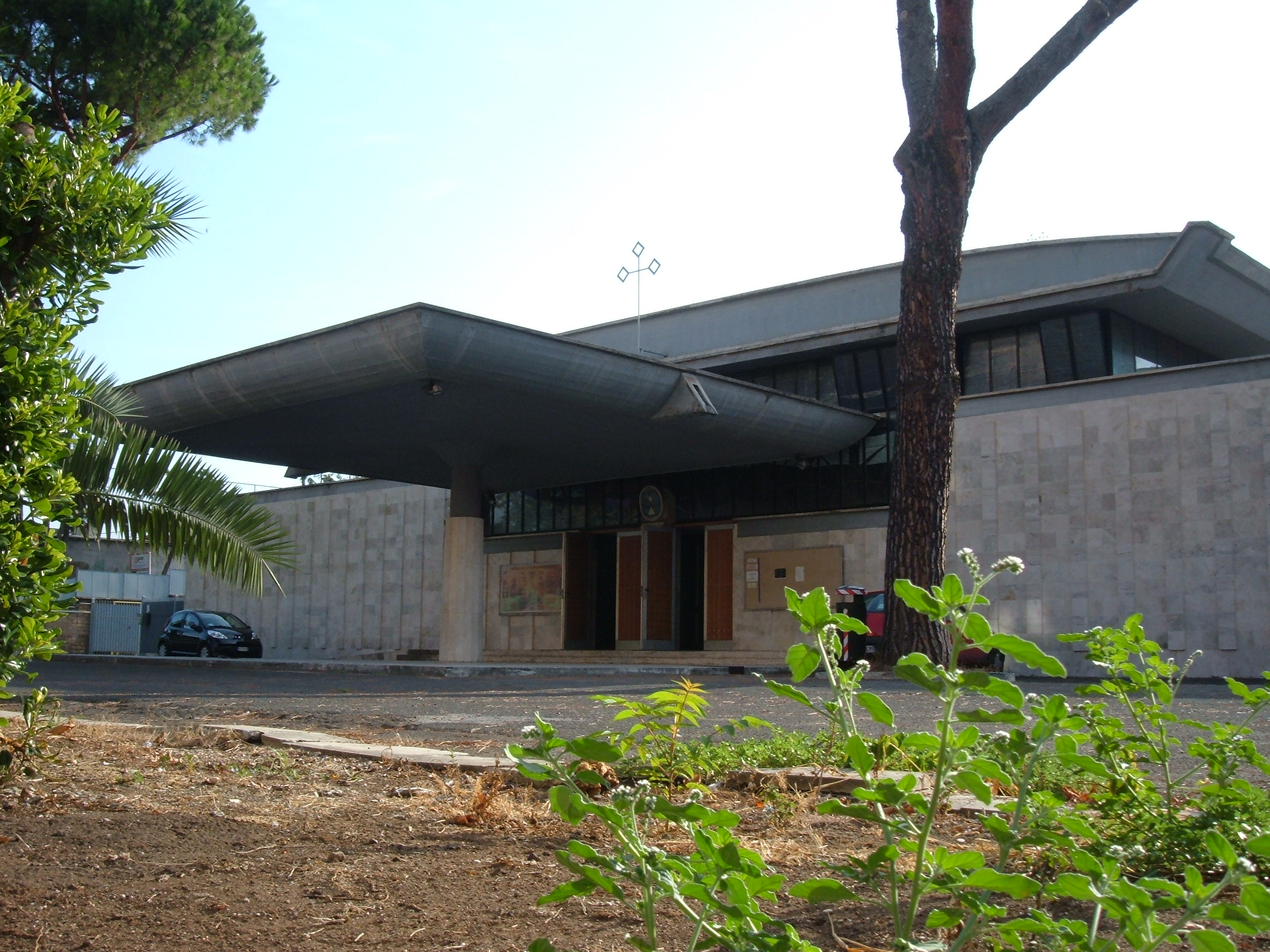

San Giovanni Crisostomo a Monte Sacro Alto (lateinisch: Sancti Ioannis Chrysostomi in regione vulgo “Monte Sacro Alto”) ist eine Titelkirche in Rom.

## Überblick
Die Pfarrgemeinde wurde am 5. Januar 1964 mit dem Erlass Quo aptius durch Kardinalvikar Clemente Micara gegründet. Am 16. Februar 1969 wurde die nach einem Entwurf der Architekten Ennio Canino und Viviana Rizzi erbaute Kirche geweiht. Am 26. April 1969 erfolgte die Erhebung zur Titelkirche der römisch-katholischen Kirche durch Papst Paul VI. Namenspatron ist der Heilige Johannes Chrysostomos, ein Prediger des vierten Jahrhunderts.
Der moderne Kirchenbau wird von einem erhöhten, leicht geneigten Flachdach überdeckt. Ein Baldachin empfängt die Besucher im Eingangsbereich. Der Innenbereich ist einfach materialisiert aus Beton und Buntglasfenstern. Zwei Ikonen, eine zu Johannes Chrysostomus und eine zur Taufe Jesu des Künstlers Mauro Magni sind in der Nähe des Taufbeckens zu sehen. Die Buntglasfenster im Altarraum geben verschiedene Momente der biblischen Schöpfung wieder. Im Chor wird mit einer künstlerischen Darstellung Bezug genommen auf die Erschaffung des Menschen; die Unterseite des Daches erinnert an die Sixtina von Michelangelo. Die Kirche hat zwei Seitenkapellen.
Die Kirche liegt an der Via Emilio De Marchi 60, die auf die Via Nomentana zuläuft, im römischen Quartier Monte Sacro Alto.

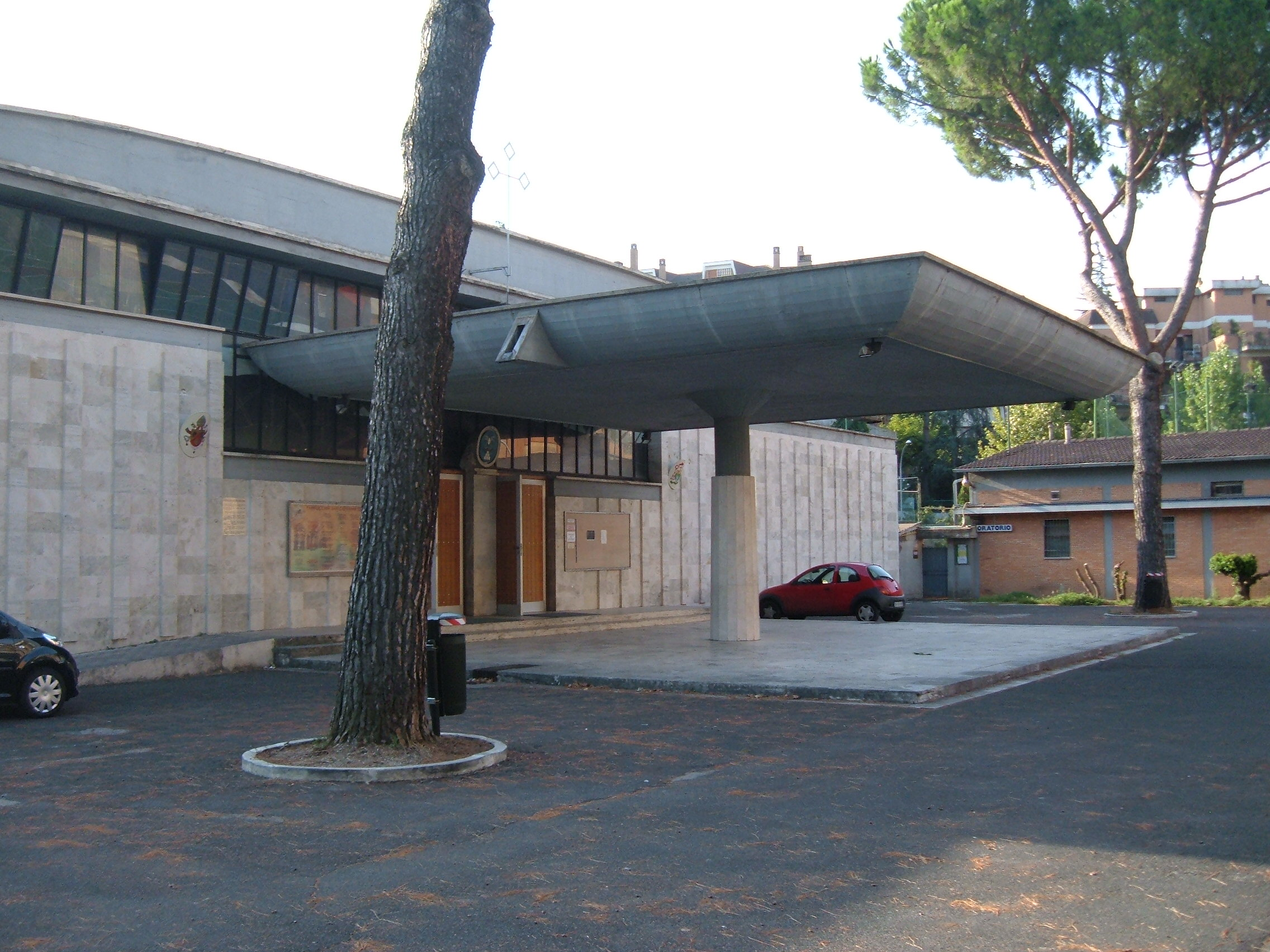
Straßen- und Eingangsfassade
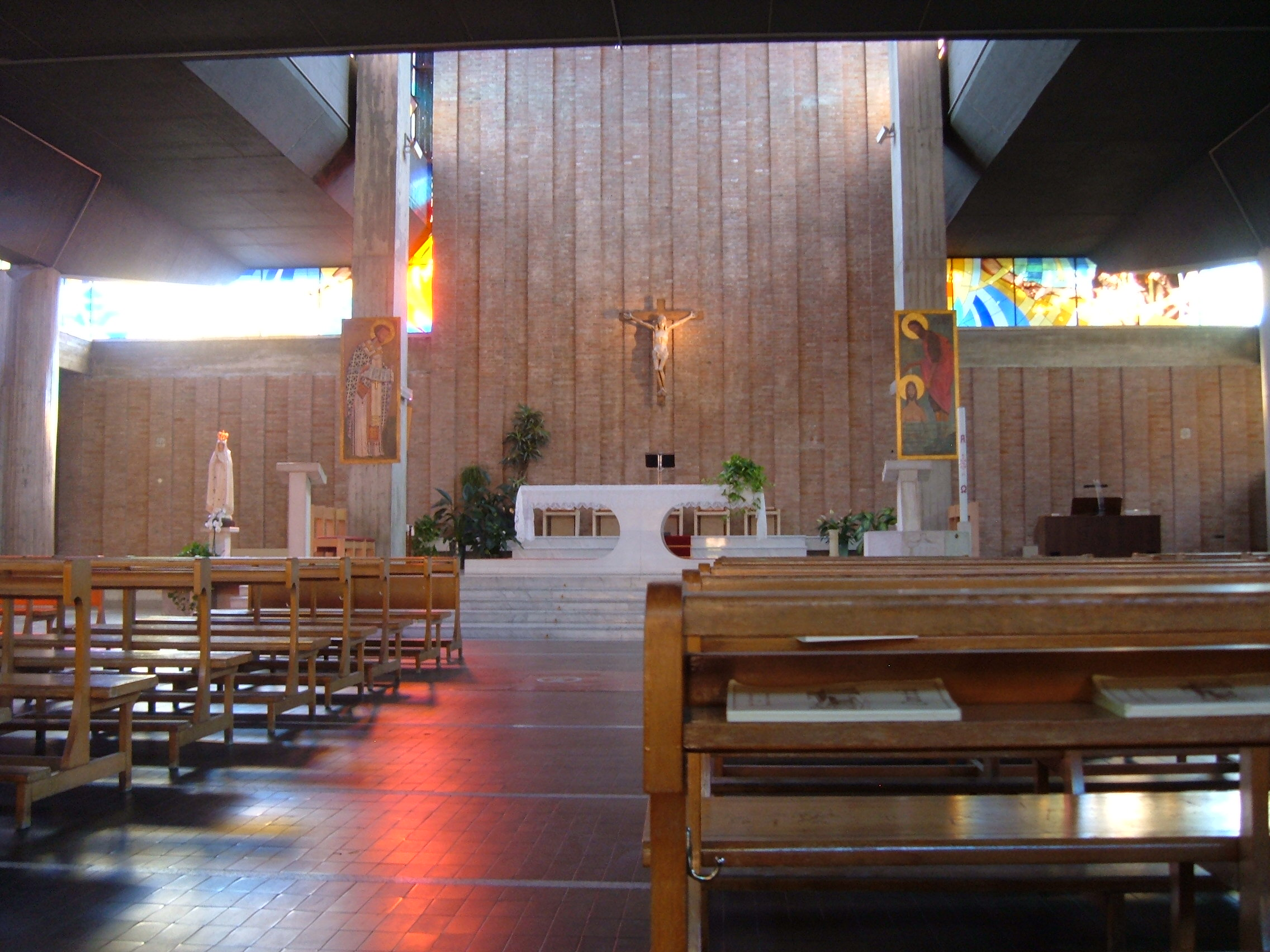
Innenraum mit Altarraum

## Kardinalpriester
- Vicente Enrique y Tarancón (1969–1994)
- Bernard Agré (2001–2014)
- José de Jesús Pimiento Rodriguez (2015–2019)
- Jean-Claude Hollerich SJ (seit 2019)